# Gottfried Brunner (Theologe)
Gottfried Brunner (* 12. Januar 1875 in Ergolding; † 11. Februar 1962 in Berlin) war ein deutscher katholischer Theologe.

## Leben
Er wurde 1890 Salvatorianer, 1897 katholischer Ordenspriester und 1902 Weltpriester (Bistum Civita Castellana). Bis 1915 war er Professor für Kirchengeschichte am Pontificio Collegio Urbano der Kongregation für die Glaubensverbreitung. 1920  wurde er Seelsorger bei den St. Josefsschwestern in Berlin. Am 16. Februar 1962 wurde er auf dem St.-Pius-Friedhof in Alt-Hohenschönhausen begraben.

## Schriften (Auswahl)
- Hg.: Christus und der Christ. Aufsätze aus der Zeitschrift „Das innere Leben“. Berlin 1941, OCLC 255315034.
- Der Nabuchodonosor des Buches Judith. Beitrag zur Geschichte Israels nach dem Exil und des ersten Regierungsjahres Darius I. Berlin 1959, OCLC 981430735.